# Chiesa di San Francesco d'Albaro
La chiesa di San Francesco d'Albaro è un luogo di culto cattolico sito in via Albaro, nell'omonimo quartiere genovese. La chiesa è sede della parrocchia dei Santi Nazario e Celso e San Francesco d'Albaro del vicariato di Albaro dell'arcidiocesi di Genova ed è affidata ai frati minori conventuali.

## Storia

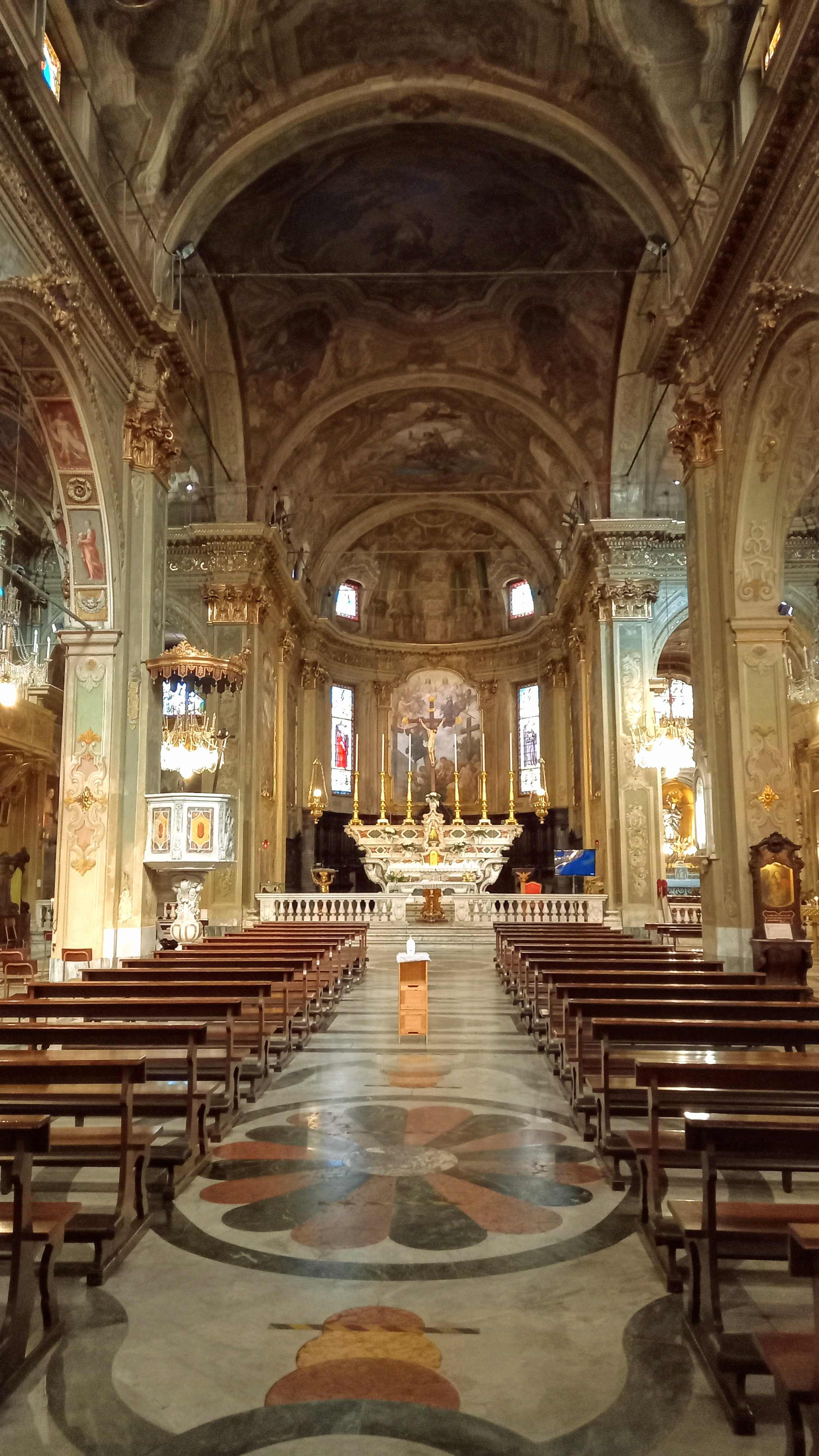
La navata centrale della chiesa

La chiesa e l'annesso convento sorgono a margine dell'antico percorso viario tra San Martino (formato dalle vie Parini e Montallegro) ed il mare, all'incrocio con l'attuale via Albaro. Una prima chiesa, intitolata all'arcangelo Michele, era stata costruita in questo sito già nel XIII secolo. Un documento notarile del 1304 certifica all'inizio del XIV secolo il possesso dell'edificio da parte dei frati minori conventuali, che in precedenza avevano sede nell'abbazia di San Giuliano.
È in questo periodo che, dopo la donazione di un terreno attiguo all'antica chiesa, viene edificato dapprima il convento (1316) e poi, grazie al finanziamento della nobile famiglia Cebà, anche la nuova chiesa, costruita tra il 1323 e il 1324. Solo successivamente l'edificio religioso venne intitolato al santo francescano di Assisi..
I primi interventi di restauro e di conservazione degli interni, che interessarono l'altare maggiore e il coro, vennero intrapresi nel 1426 grazie alla famiglia Grimaldi-Cebà; ulteriori rimaneggiamenti e abbellimenti si effettuarono per il pulpito nel 1440. L'edificio subì un radicale intervento alla struttura, se non una vera e propria ricostruzione totale, nel 1476, portando la chiesa a tre navate, con pianta a croce latina, così come si presenta attualmente. Negli anni 1593-1595 è citato il nuovo intervento ricostruttivo del coro ad opera di un altro esponente della famiglia Cebà, ed altri restauri nel 1606, con l'intervento della famiglia Giustiniani.
Con la bolla di papa Paolo III ad Sedis Apostolicæ apicem, datata 20 giugno 1544, con decorrenza dal 27 agosto di quello stesso anno alla chiesa di San Francesco venne assegnato il titolo parrocchiale dell'antica chiesa dei Santi Nazario e Celso, nota dal X secolo. Questa chiesa, che sorgeva "in ripa maris" sulla scogliera, nella zona ancor oggi detta San Nazaro, era caduta in rovina a causa delle violente mareggiate ed il suo rettore già nel 1543 aveva rinunciato alla parrocchialità a favore dei frati francescani.
Un documento del 1699 attesta che il convento di San Francesco d'Albaro fu reso autonomo da San Francesco di Castelletto. Nel XVIII secolo vennero realizzati gli affreschi del presbiterio e del coro ad opera del pittore Giuseppe Galeotti.
Nel periodo della dominazione napoleonica, quando la Repubblica Ligure venne incorporata nell'Impero francese, e a seguito della soppressione degli ordini religiosi, i frati furono costretti all'abbandono del sito nel 1810; ne rientrarono in pieno possesso dal 1817, dopo la caduta di Napoleone Bonaparte e il successivo passaggio della Liguria al Regno di Sardegna.
Secondo quanto riportato dal Casalis, intorno alla metà dell'Ottocento si trovavano nel convento quattordici sacerdoti francescani, compresi il parroco ed il guardiano, quattro fratelli laici e quattro inservienti.
Un documento del 26 novembre 1862, infine, cita la sottrazione della chiesa alle dipendenze della plebania di San Martino d'Albaro e la conseguente entrata del parroco di San Francesco d'Albaro nel Collegio Urbano dei Parroci.

## Descrizione

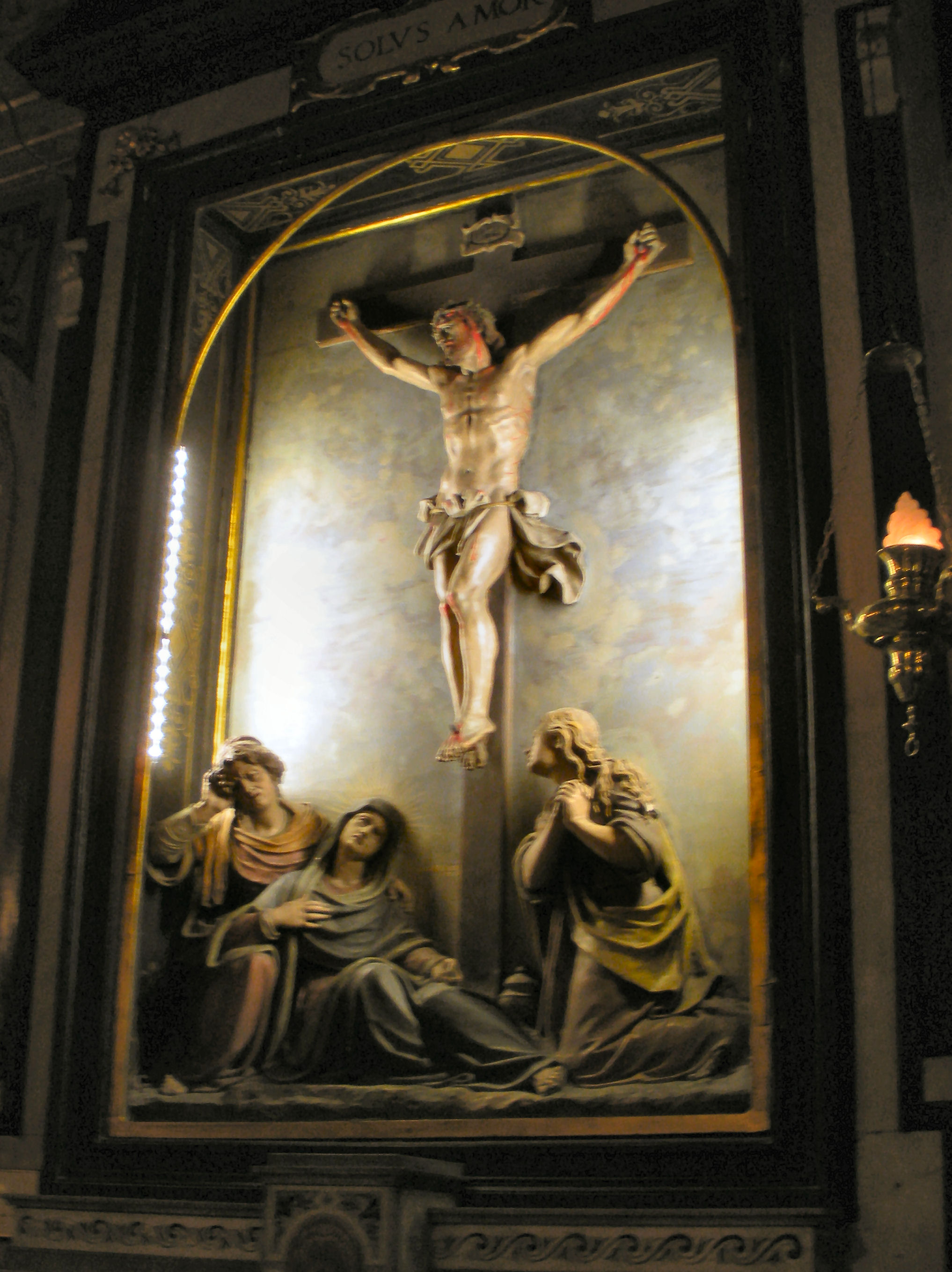
La Crocifissione di Gesù del savonese Antonio Brilla

L'aspetto attuale della chiesa è frutto di una lunga serie di trasformazioni intervenute dopo la ricostruzione quattrocentesca, in particolare tra il XVII e il XIX secolo. A testimonianza della originaria struttura gotica resta il solo portale esterno.
L'interno, a tre navate e pianta a croce latina, è decorato da affreschi, alcuni dei quali risalenti al XV secolo (Allegorie delle Virtù), ma i più importanti interventi decorativi vennero eseguiti nel XVIII secolo ad opera di Giuseppe Galeotti, che nel 1754 decorò transetto, abside e coro; nella volta della navata centrale è l'affresco seicentesco di Giovanni Battista Carlone raffigurante San Francesco in gloria, poi ampliato da Giovanni Agostino Ratti. Nel presbiterio sono raffigurati i santi titolari delle chiese, scomparse tra Ottocento e Novecento, che si trovavano un tempo nel territorio dell'attuale parrocchia.
Altre opere d'arte conservate nella chiesa sono un gruppo ligneo di Anton Maria Maragliano, raffigurante il Battesimo di Cristo, un gruppo scultoreo di Antonio Brilla raffigurante la Crocifissione e un dipinto di Domenico Fiasella con San Francesco che contempla Gesù e Maria. Nel refettorio del convento si trova un capolavoro della maturità di Alessandro Magnasco, raffigurante la Cena in Emmaus. Nei locali del convento Riposo durante la fuga in Egitto di Francesco Campora e un bozzetto per l'Ultima Cena, di Luca Cambiaso.
Notevole l'organo, installato nella chiesa nel 1891 in sostituzione di un precedente organo settecentesco. L'attuale venne fabbricato nel 1857 dai fratelli Rasori di Bologna per la chiesa dei minori conventuali di quella città, ma nel 1891 i francescani bolognesi, ritenendolo troppo piccolo per le loro esigenze liturgiche, lo vendettero alla fabbriceria di San Francesco d'Albaro. La sua collocazione nella chiesa di Albaro rese necessarie alcune modifiche per adattarvelo, essendo più grande del precedente. Nel tempo ha subito modifiche e miglioramenti, l'ultimo nel 1969, a cura della ditta organaria Inzoli Cav. Pacifico di Crema.